# Lopplumrar
Lopplumrar (Huperzia) är ett släkte i familjen lummerväxter. Det beskrevs 1801 av Johann Jacob Bernhardi, och uppkallades efter Johann Peter Huperz.
Släktet har en kosmopolitisk utbredning. I Sverige förekommer arten lopplummer (H. selago).

## Arter
Databasen Catalogue of Life anger 69 arter av Huperzia, medan Plants of the World Online har hela 250 arter. Nedan följer några arter:

- Huperzia appalachiana
- Huperzia appressa
- Huperzia archboldiana
- Huperzia australiana
- Huperzia bartleyi
- Huperzia beccarii
- Huperzia bucahwangensis
- Huperzia buttersii
- Huperzia calquistii
- Huperzia campestris
- Huperzia chinensis
- Huperzia chishuiensis
- Huperzia crispata
- Huperzia delavayi
- Huperzia dentata
- Huperzia emeiensis
- Huperzia erubescens
- Huperzia everettii
- Huperzia fuegiana
- Huperzia gedeana
- Huperzia gillettii
- Huperzia goliathensis
- Huperzia haleakalae
- Huperzia herteriana
- Huperzia josephbeitelii
- Huperzia kangdingensis
- Huperzia kunmingensis
- Huperzia laipoensis
- Huperzia lajouensis
- Huperzia laxa
- Huperzia leishanensis
- Huperzia liangshanica
- Huperzia lucidula
- Huperzia medeirosii
- Huperzia medogensis
- Huperzia miniata
- Huperzia minima
- Huperzia miyoshiana
- Huperzia muscicola
- Huperzia nanchuanensis
- Huperzia occidentalis
- Huperzia petrovii
- Huperzia porophila
- Huperzia protoporophila
- Huperzia quasipolytrichoides
- Huperzia rubicaulis
- Huperzia rubricaulis
- Huperzia saururoides
- Huperzia selago
- Huperzia serrata
- Huperzia somae
- Huperzia sprengeri
- Huperzia suberecta
- Huperzia sulcinervia
- Huperzia sumatrana
- Huperzia sutchueniana
- Huperzia tetrastichoides
- Huperzia tibetica
- Huperzia yakusimensis
- Huperzia zollingeri